# Де-Кіл
Де-Кіл (нід. De Kiel) — село в нідерландській провінції Дренте. Входить до муніципалітету Куворден.
Його площа становить 4,08 км², а населення станом на 2021 рік складало 380 осіб.